# Girl (秦基博の曲)
「Girl」（ガール）は、秦基博の22枚目のシングル。

## 解説
- 21stシングル「70億のピース/終わりのない空」から約6か月ぶりのリリース。2017年第1弾シングル。
- 表題曲である『Girl』は元々、4thアルバム「Signed POP」に収録されていた楽曲であったが、ドラマ主題歌に採用されたことを機に、急遽リカットシングルとして発売された。自身としてのリカット作品は本作が初となる。
- 2016年9月に富士急ハイランドで開催された「Augusta Camp 2016　～produced by 秦 基博～」のLIVE映像を9曲収録したDVD付。

## ミュージック・ビデオ
前田敦子が主演、島田大介が監督・脚本を務めたミュージック・ビデオが公開された。

## 収録曲
（全作詞・作曲・編曲：秦基博）
1. Girl
  - 読売テレビ・日本テレビ系木曜ドラマ『恋がヘタでも生きてます』主題歌
2. 70億のピース（弾き語りVersion）
3. Girl（backing track）